# كيفن هارلان
كيفن هارلان (بالإنجليزية: Kevin Harlan)‏ هو معلق رياضي أمريكي، ولد في 21 يونيو 1960.